# Довнарович, Медард

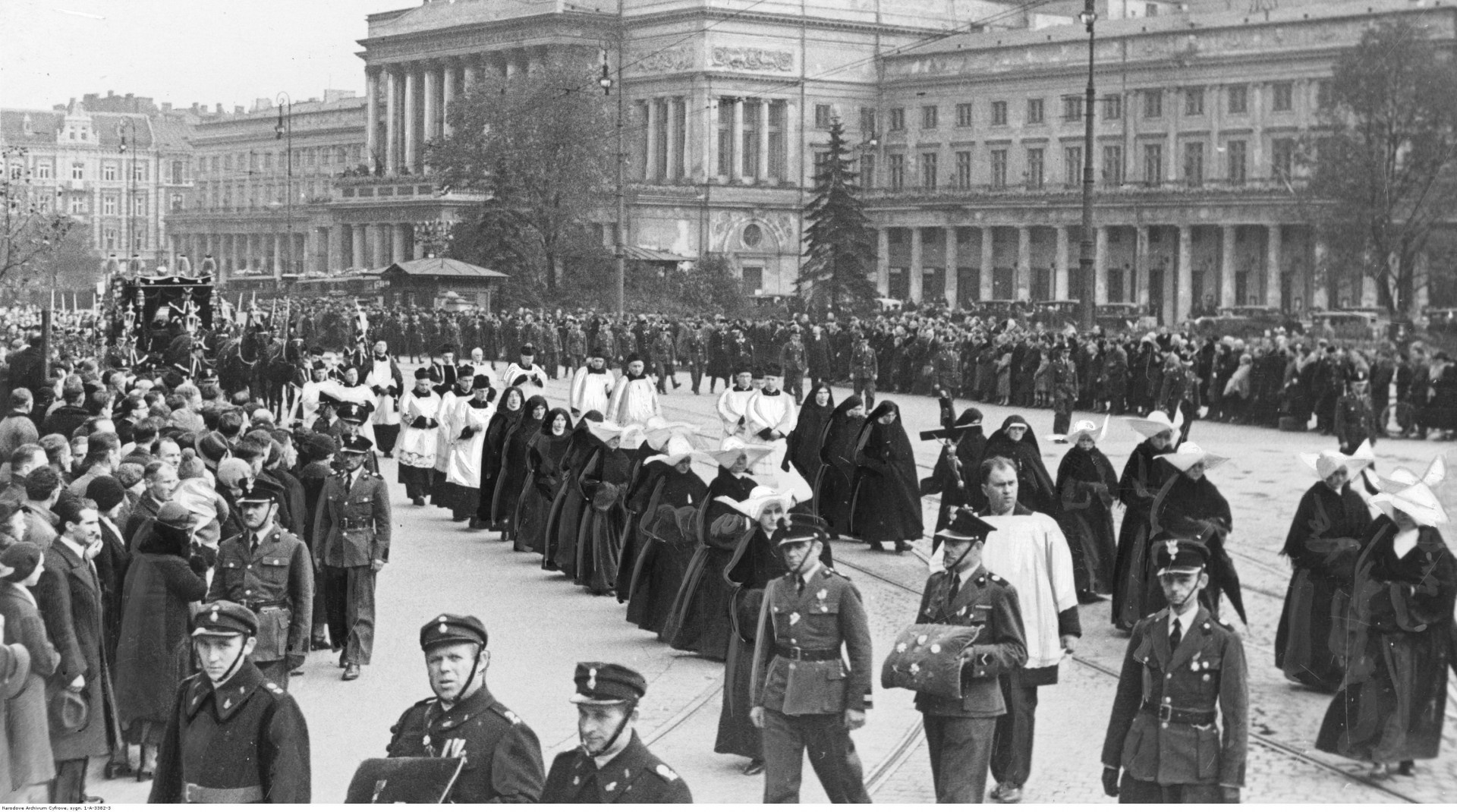
Похороны вице-президента Варшавы Медарда Довнаровича, 1934 год

Медард Стефан Довнарович (пол. Medard Stefan Downarowicz; 1878, Лохув, Царство Польское, Российская империя — 1934, Варшава, Польша) — польский политический деятель, министр, депутат Сейма, вице-президент Варшавы, близкий соратник Юзефа Пилсудского.

## Биография
Медард Стефан Довнарович родился 22 мая 1878 года в Лохуве, в семье польского дворянина и землевладельца Медарда Довнаровича герба Пшыячель и Стефании Хорновской.
В 1901 году поступил в Львовскую Политехнику, но обучение не закончил.
С 1904 года — член Польской социалистической партии (ППС). Был организатором Боевой организации ППС, участвовал во множестве боевых акций. В 1905 году был арестован, в 1906 — приговорён к трём годам каторги и сослан в Иркутскую область. В 1908 году бежал из ссылки, затем нелегально выехал за границу.
С 1908 по 1914 год проходил обучение в Брюсселе, по окончании которого получил диплом инженера.
В 1914—1915 годах сражался в Польских легионах.
В 1918 году занимал должность министра финансов в правительстве Дашиньского, с 1918 по 1919 год — должность министра культуры и искусств в правительстве Морачевского.
В 1919 году являлся членом Национального Комитета Польши в Париже, в 1928—1930 годах — депутатом польского Сейма.
С 1928 года был одним из руководителей Польской социалистической партии.
В 1934 году занимал должность вице-президента Варшавы.
Умер 16 октября 1934 года, похоронен в Варшаве на кладбище Старые Повонзки.
В мае 2014 года, в память о вкладе Медарда Довнаровича в обретение Польшей независимости, Публичной библиотеке города Лохув (пол. Biblioteka Publiczna w Łochowie) было присвоено его имя.

## Личная жизнь
Имел сестру Марию и братьев Юзефа, Станислава и Казимира. Был женат, имел сыновей Стефана и Ежи.

## Награды
- Крест Независимости с мечами (1931)[8];
- Крест Храбрых — четырежды, в первый раз в 1922 году[9].